# LOST SONG
《LOST SONG》是日本動畫公司LIDENFILMS與多玩國共同製作的原創電視動畫。2018年4月7日首播。
2016年11月，在幕張展覽館舉辦的「鈴木KONOMI Birthday Live 2016 ～Cheers!!!～」活動中，發表歌手鈴木KONOMI決定挑戰配音工作，第一次為該作動畫獻聲。
動畫宣傳語為「這首歌，甚至能改變星球的命運」。

## 劇情簡介
住在邊境的村莊很有朝氣又有點貪吃的少女「鈴」，深居奢華皇宮過著孤獨日子的歌姬「菲妮絲」，二人都有著不同於一般人的力量「歌聲」，治癒傷、生出水、喚起風，那是一股能產生奇跡的力量；被戰爭陰影壟罩的王國，被鮮血給染紅的奇跡歌聲，喜愛之人的生命被奪走的悲鳴，二人的命運交會其最後的歌聲是絕望、希望、又或是……

## 登場人物

### 主要人物
琳（聲：鈴木KONOMI）
「治癒一切傷痛之歌。」
還是嬰兒的時候被丹德拉村的長老撿到，像家人般被撫養長大，是個率直樂觀、貪吃又充滿精神的女孩子。喜歡唱歌，她的歌聲有著治癒人們傷痛的不可思議力量。夢想是在王都歌唱。
菲妮絲（聲：田村由香里）
「引發一切奇蹟之歌。」
身為擁有奇蹟之力的歌姬，而在王都被視為女神的17歲少女。路德王子的新娘候補，但本人只是為了看見人們喜悅的容顏而持續歌唱。是厭惡爭鬥的和平主義者，極度的路痴。
阿爾（聲：久野美咲）
「為稚嫩的夢想賦予力量之歌。」
和琳一起長大，愛好發明的少年。夢想是成為王都的科學家。手很巧，做出了各種發明，但失敗作也不少。各方面都常愛講大道理，不論任何場面都想要利用自己的知識進行解說。

### 王都
路德·伯恩斯坦4世（聲：鈴木裕斗）
「讓貴族的心陷入瘋狂之歌。」
戈爾特王國的第一王子。由於冷酷陰險的性格而遭到民眾的厭惡。企圖利用菲妮絲的歌聲來壓制他國，將其作為政治婚姻的新娘候補囚禁在王宮。
柯爾蒂（聲：茅野愛衣）
「貼近心靈之歌。」
菲妮絲的侍女，愛管閒事。雖然愛發牢騷，但和菲妮絲結下了信賴關係，互相把對方當做真正重要的朋友。
巴茲拉·貝爾莫斯（聲：小山剛志）
「解放野心如火之歌。」
王都軍的將軍。出名慾望極強、喜好戰爭，為了支配整個大陸而準備出征。以歌之力為目標暗中活動。
亨利·利奧波德（聲：山下誠一郎）
「保護愛人到最後之歌。」
代代都作為名家而擁有極高名譽的利奧波德家的騎士。有著在劍術大賽中贏得優勝的水平，但卻是不喜爭鬥的溫柔性格。反對將歌唱的少女當做戰爭兵器的王都軍，而挑起孤獨的戰鬥。
波妮·古德萊特（聲：高橋智秋）
「為啟程演唱之歌。」
過去為在王都工作的宮廷吟遊詩人，是位臉蛋漂亮身材苗條的女人，但有著喜歡喝酒賭博的缺點。
阿琉·路克斯（聲：瀨戶麻沙美）
「刻下希望的旋律之歌。」
加入王都的宮廷樂團為她的夢想，因為一些原因而成為王都軍的律動士。是一位熱情且為家人著想的人。有利用身邊身邊的人或物品拍打出節奏的習慣。
莫妮卡·路克斯（聲： 芹澤優）
「帶來和諧淚水之歌。」
與身為姊姊阿琉的個性極度相反。感到不安時會立刻睡著。音樂才能為天才等級，只要聽過一遍就能夠模仿得十分相似。特別擅長為歌聲加入和聲。
維森博士（聲：小形滿）
「將捨去的過去復活之歌。」
設計出飛行船的天才發明家，也是有名的考古學家，更是偉大的歌學家。長期為王都工作，現在已經不再現場工作。牛角麵包是他的最愛。

### 琳與阿爾的故人
梅爾（聲：茅野愛衣）
「純潔、溫柔、堅強之歌。」
在丹德拉村與琳、阿爾一起長大。擁有包容一切的溫柔與母性，是兩人的好姐姐，扮演著母親的角色。非常喜歡琳的歌聲，希望她能去往王都。
塔爾西亞·霍克萊（聲：糸博）
「成為安靜地聳立的巨岩之歌。」
琳等人的祖父，平常很溫和，但生氣時很嚴厲。丹德拉村的長老，受到村民的愛戴。不知緣故而嚴格禁止琳唱歌。

### 其他人物
（聲：澤海陽子）
（聲：河本邦弘）
（聲：內野孝聰）
（聲：宇垣秀成）
（聲：中嶋佳葉）

## 製作人員
- 原作、導演、編劇：森田純平[4]
- 人物原案：福田知則[4]
- 主要人物設定：金子志津枝[4]
- 動畫協力：櫻井親良[4]
- 配角設定：原修一、藤澤俊幸[4]
- 特效作畫監督：橋本敬史（日语：橋本敬史）
- 設計工作：BARNSTORM DESIGN LABO （页面存档备份，存于）（由利聰、大山裕之、田中俊成）[4]
- 美術監督：池信孝、佐藤正浩、大久保錦一[4]
- 背景美術：[4]
- 色彩設計：大西峰代[4]
- 攝影監督：山本彌芳[4]
- CG動畫導演：伊藤仁美
- 剪輯：長谷川舞
- 音樂：白戶佑輔（日语：白戸佑輔）[4]
- 音樂製作人：村上純（日语：村上純 (音楽家)）
- 音樂製作：MAGES.（日语：MAGES.）
- 製作人：飯塚芙由奈、Doris Ng、鹽谷佳之、尾谷孝、飯島章夫、大森慎司
- 動畫製作：LIDENFILMS×DWANGO[4]
- 製作：LOST SONG製作委員會

## 主題歌
未特別註明者，作詞為畑亞貴，作曲、編曲為白戶佑輔。
片頭曲（第2—11話）
作詞：鈴木KONOMI、畑亞貴，主唱：鈴木KONOMI
第1話未使用、第8、12話做片尾曲使用。
片尾曲
「TEARS ECHO」（第1—6話、第8—11話）
主唱：菲尼斯（田村由香里）
第8話做片頭曲使用。
（第7話、第12話）
主唱：菲尼斯（田村由香里）
第12話做插入曲使用。
插入曲
（第1話）
主唱：菲尼斯（田村由香里）
（第1話）
主唱：鈴（鈴木KONOMI）
（第1話、第3話、第4話、第9話、第11話）
主唱（第1、3話）：鈴（鈴木KONOMI）
主唱（第1話）：鈴（鈴木KONOMI）&菲尼斯（田村由香里）
主唱（第4話）：鈴（鈴木KONOMI）&莫妮卡·路克斯（芹澤優）
主唱（第9話）：菲尼斯（田村由香里）
主唱（第11話）：波妮·古德萊特（高橋智秋）
（第2話）
主唱：波妮·古德萊特（高橋智秋）&鈴（鈴木KONOMI）
（第3話、第5話、第9話）
主唱（第3話）：鈴（鈴木KONOMI）
主唱（第5話）：鈴（鈴木KONOMI）&莫妮卡·路克斯（芹澤優）
主唱（第9話）：莫妮卡·路克斯（芹澤優）
（第3話、第7話）
主唱：菲尼斯（田村由香里）
（第6話）
主唱：鈴（鈴木KONOMI）&莫妮卡·路克斯（芹澤優）
（第7話）
主唱：波妮·古德萊特（高橋智秋）
（第12話）
主唱：鈴（鈴木KONOMI）&菲尼斯（田村由香里）

## 各話列表
| 話數   | 日文標題 | 中文標題 | 剧本     | 分鏡              | 演出                | 作畫監督                                                                             | 總作畫監督          |
| ------ | -------- | -------- | -------- | ----------------- | ------------------- | ------------------------------------------------------------------------------------ | ------------------- |
| 第1話  |          | 治癒之歌 | 森田純平 | 森田純平 茉田哲明 | 不適用              | 生田目康裕、早川加壽子 原修一                                                        | 吉田南              |
| 第2話  |          | 啟程之歌 | 森田純平 | 直谷崇志          | 川久保圭史          | 藤澤俊幸、古谷梨繪 阿部達也                                                          | 北原廣大            |
| 第3話  |          | 愛慕之歌 | 森田純平 | 藤澤俊幸          | 土屋康郎            | 山本晃宏、山村俊了 清水勝祐                                                          | 早川加壽子          |
| 第4話  |          | 墮落之歌 | 森田純平 | 高本宣弘          | 小林孝志            | 東美帆、服部益實 關口雅浩、服部憲知 原修一                                           | 今井雅美            |
| 第5話  |          | 邂逅之歌 | 森田純平 | 今泉賢一          | 宮澤良太            | 小澤圓、阿部達也 南伸一郎、柳田幸平                                                  | 吉田南              |
| 第6話  |          | 離別之歌 | 森田純平 | 井出安軌          | 不適用              | 佐藤弘明、臼田美夫                                                                   | 北原廣大            |
| 第7話  |          | 终滅之歌 | 森田純平 | 茉田哲明          | 川久保圭史          | 生田目康裕、山村俊了 藤澤俊幸、清水博幸                                              | 早川加壽子          |
| 第8話  |          | 悠久之歌 | 森田純平 | 高本宣弘          | 小林孝志            | 清水勝祐、清原寮 關口雅浩、服部憲知                                                  | 原修一              |
| 第9話  |          | 懷念之歌 | 森田純平 | 宮澤良太          | 小野隆宏            | 白川茉莉、前原薰 飯飼一幸、服部憲知 櫻井拓郎                                         | 原修一              |
| 第10話 |          | 決心之歌 | 森田純平 | 今泉賢一          | 今泉賢一            | 古谷梨繪、山本晃宏 中岡響香、南伸一郎                                                | 北原廣大            |
| 第11話 |          | 無聲之歌 | 森田純平 | 藤澤俊幸          | 石鄉岡範和          | 今井武志、關口雅浩、松井理和子 中智明日香、生田目康裕、阿部達也 吉田伊久雄、植竹康彥 | 今井雅美 早川加壽子 |
| 第12話 |          | 起始之歌 | 森田純平 | 森田と純平        | 有富興二 川久保圭史 | 中井惠巳、伊藤大翼、櫻井拓郎 白川茉莉、清水勝祐、古谷梨繪 山村俊了、山本晃宏、小澤圓 | 原修一              |

## 播放電視台
| 播放日期               | 播放時間                  | 播放電視台 | 播放地區 | 備註                        |
| ---------------------- | ------------------------- | ---------- | -------- | --------------------------- |
| 2018年4月7日－6月23日  | 星期六 25時30分－26時00分 | TOKYO MX   | 東京都   |                             |
|                        |                           | SUN電視台  | 兵庫縣   |                             |
|                        | 星期日 23時30分－24時00分 | KBS京都    | 京都府   |                             |
| 2018年4月8日－6月24日  | 星期日 25時35分－26時05分 | 愛知電視台 | 愛知縣   |                             |
| 2018年4月11日－6月27日 | 星期三 24時00分－24時30分 | BS富士     | 日本全國 | BS衛星／『ANIME GUILD』時段 |

網路電視由Netflix從2018年3月31日至6月16日每週六在日本國內上架更新，之後在同年10月5日向全世界發佈。

## 藍光
2018年9月26日，發行該動畫『LOST SONG Blu-ray BOX ～Full Orchestra～』的藍光套組，還有全12話都收錄這套藍光內。

## 外部連結
- 電視動畫『LOST SONG』官方網站 （页面存档备份，存于） （日語）
- 電視動畫『LOST SONG』官方的X（前Twitter） （日語）
- 互联网电影数据库（IMDb）上《LOST SONG》的资料（英文）
- 豆瓣电影上《LOST SONG》的資料 （简体中文）